# اختبار حسابي
الأختبار الحسابي ( mathematical check)، وهو أختبار ينفذ للتأكد من صحة النتيجة التي حصلنا عليها من بعض العمليات الحسابية ويعني ذلك استخدام طرق بديلة للوصول إلى نفس النتيجة مع استبقاء نفس المعاملات (operands) المستخدمة مثال ذلك:
(أX ب) ÷ جـ = أ ( ب ÷ جـ ).